# 4879 Zykina
4879 Zykina este un asteroid din centura principală, descoperit pe 12 noiembrie 1974, de Liudmila Cernîh.